# Ser jabłkowy

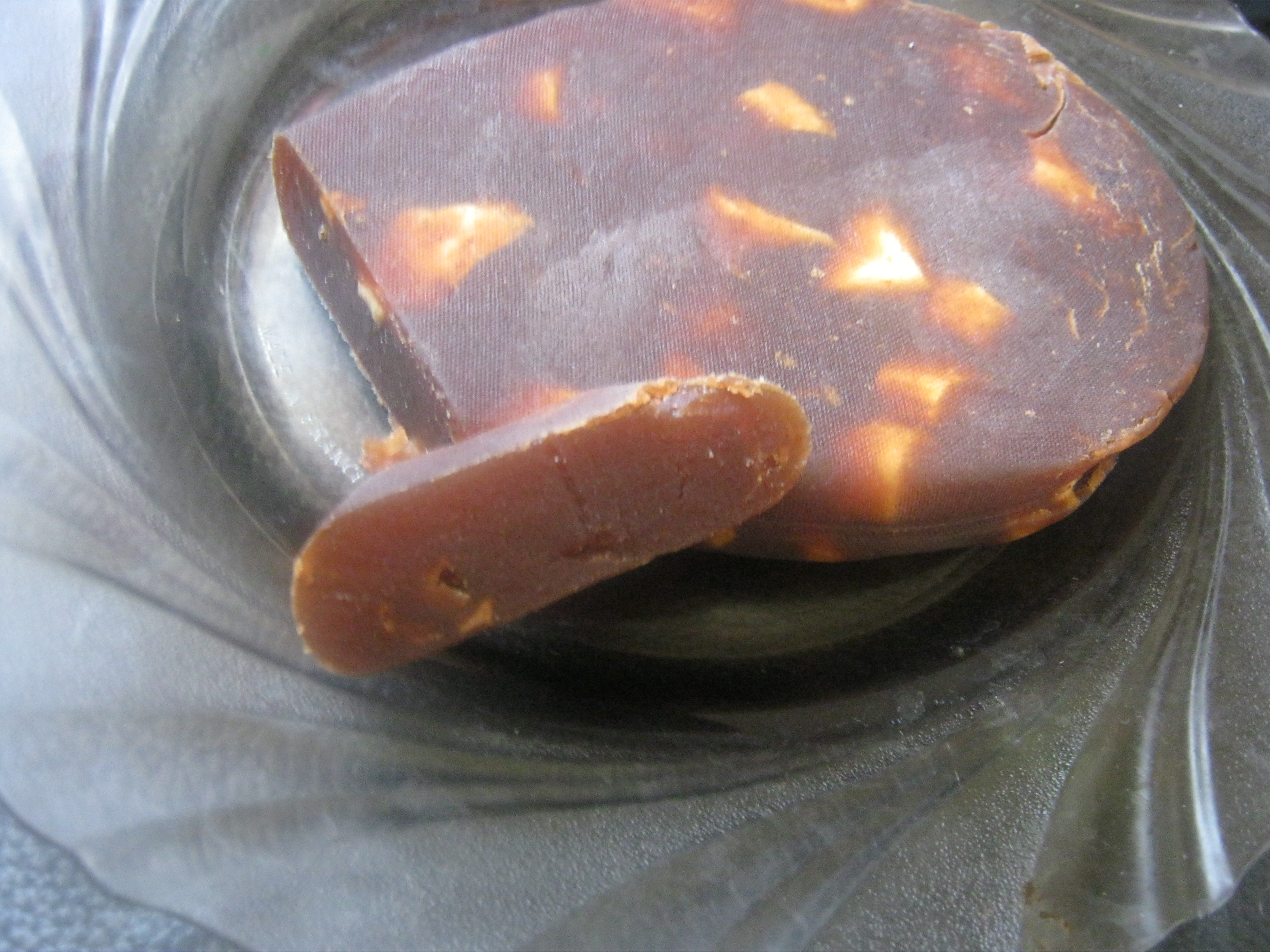
Ser jabłkowy

Ser jabłkowy (ser jabłeczny) (lit. obuolių sūris) – w kuchni litewskiej i polskiej, rodzaj słodkiego przetworu z jabłek. Wbrew nazwie nie ma nic wspólnego z serem – produktem mleczarskim: nazwy używa się ze względu na podobieństwa procesu wykonania i końcowego kształtu obu tych produktów.
Ser jabłkowy przygotowuje się poprzez smażenie przecieru jabłkowego z cukrem lub miodem. Wyrób następnie przelewa się do płóciennego woreczka i suszy się go. Gotowy wyrób ma zwartą, twardą konsystencję, pozwalającą na jego krojenie w kostkę lub plasterki.
Jako dodatki smakowe i zapachowe wykorzystuje się bakalie (np. suchą, utartą lub kandyzowaną skórkę pomarańczową (bądź samą skórkę), migdały), orzechy oraz przyprawy korzenne (np. cynamon, goździki, kardamon, ziele angielskie, gałkę muszkatołową). Dla uzyskania estetycznego wyglądu, używa się czasem barwników w postaci naturalnych soków, np. z buraków.
Ser jabłkowy jest po raz pierwszy wspomniany w XVII, przez kucharza Radziwiłłów. Sery jabłeczne cenione były dawniej ze względu na dużą wartość odżywczą i długi okres zdatności do spożycia. Przechowywano je nawet przez wiele miesięcy w postaci dobrze wysuszonych i obtoczonych w cukrze kostek. Na Litwie podawane są z gorzką herbatą, kawą lub winem. 
Na polskiej Liście produktów tradycyjnych, od 15 lutego 2007, pod nazwą „Ser jabłeczny” figuruje ser jabłkowy wytwarzany w województwie świętokrzyskim.